# Casque à cornes

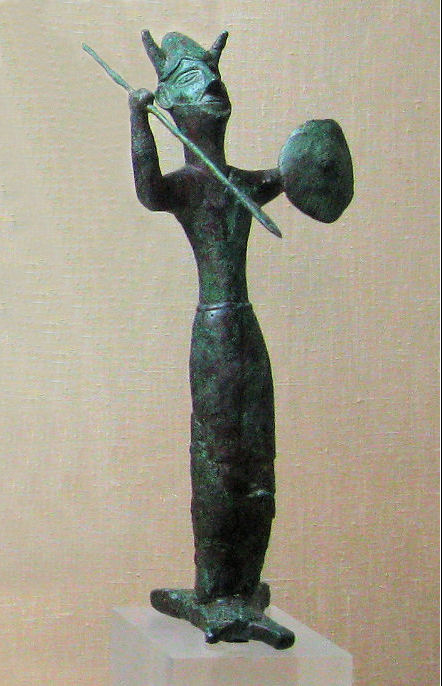
Le « dieu lingot » d'Enkomi, siècle avant J.-C., Musée archéologique de Chypre, Nicosie.

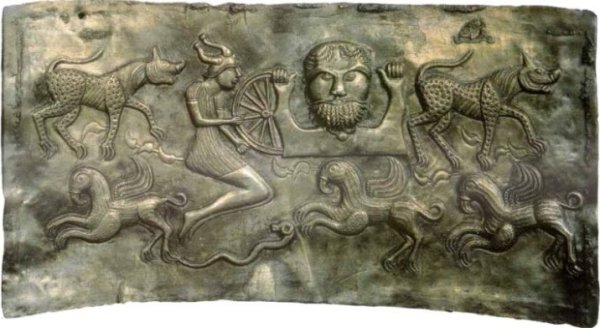
Plaque C du chaudron de Gundestrup, - siècle avant J.-C.

Le casque à cornes est un type de casque portant des ornements en corne animale ou imitant leur forme. Les découvertes du site de Star Carr, datant du Mésolithique, laissent supposer que ces ornements furent utilisés tôt pour des cérémonies religieuses ou des rituels, mais ils sont principalement connus comme représentatifs des guerriers Vikings, souvent utilisé lors de cérémonie. Il était plus rare de les voir sur les champs de bataille, mais certaine représentation prouve qu'ils en portaient, principalement pour apeurer leurs ennemis.

## Europe préhistorique

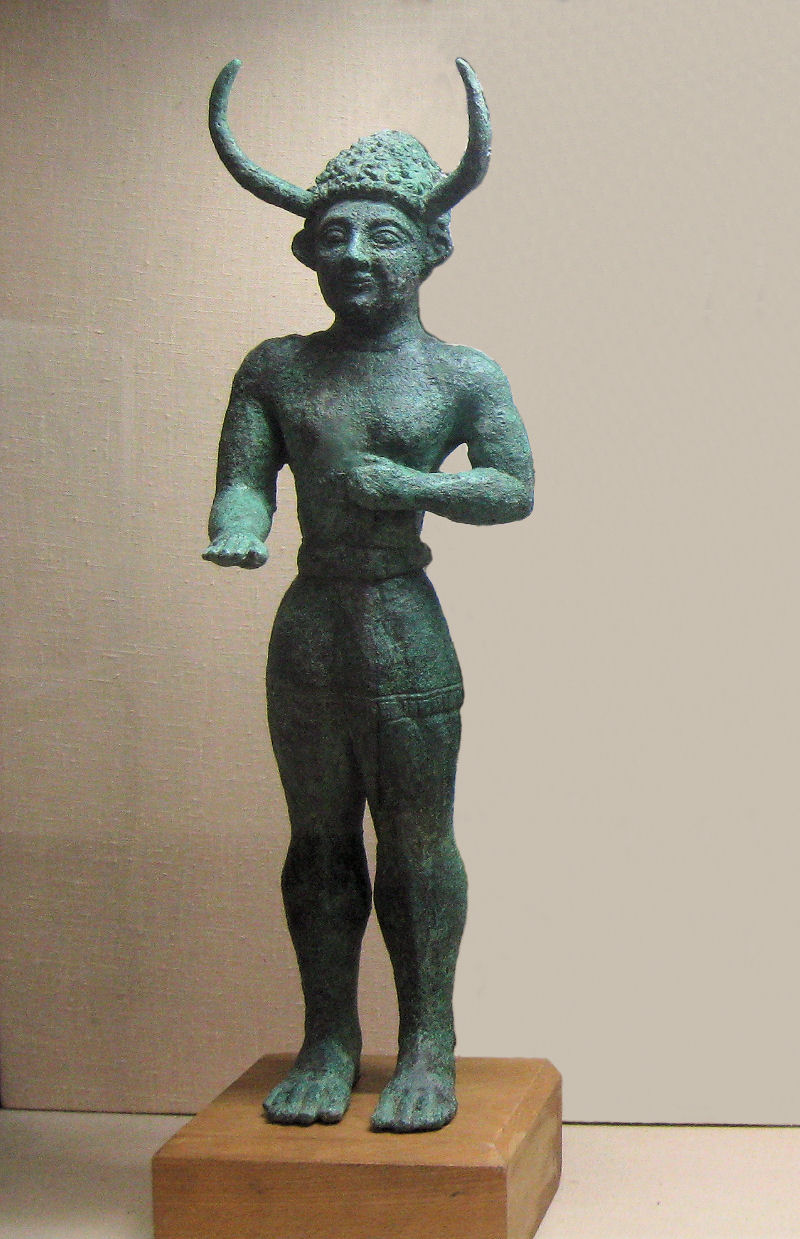
« Dieu cornu » d'Enkomi.

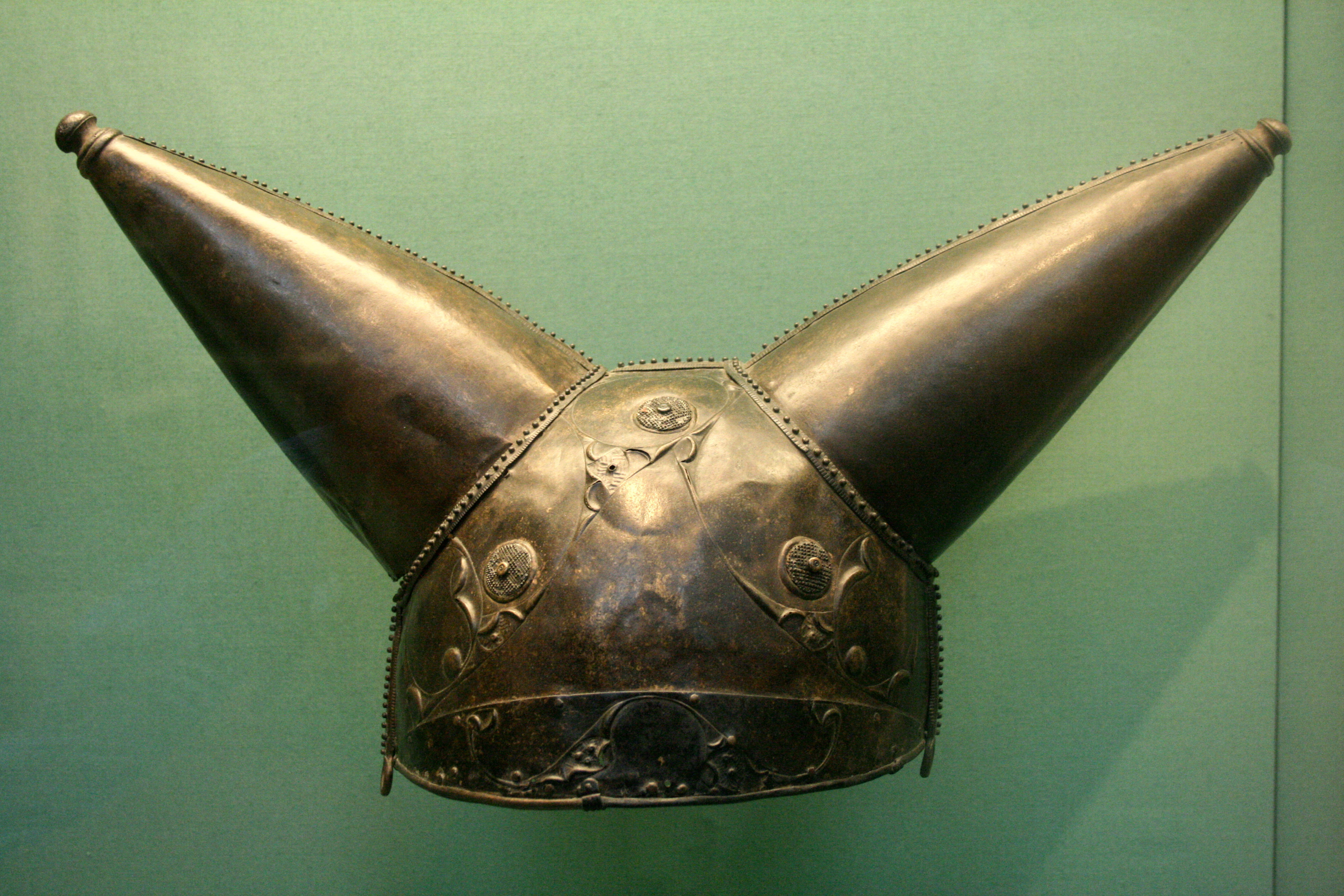
Le casque du Waterloo Bridge, entre 150 et 50 avant J.-C., retrouvé dans la Tamise (British Museum)

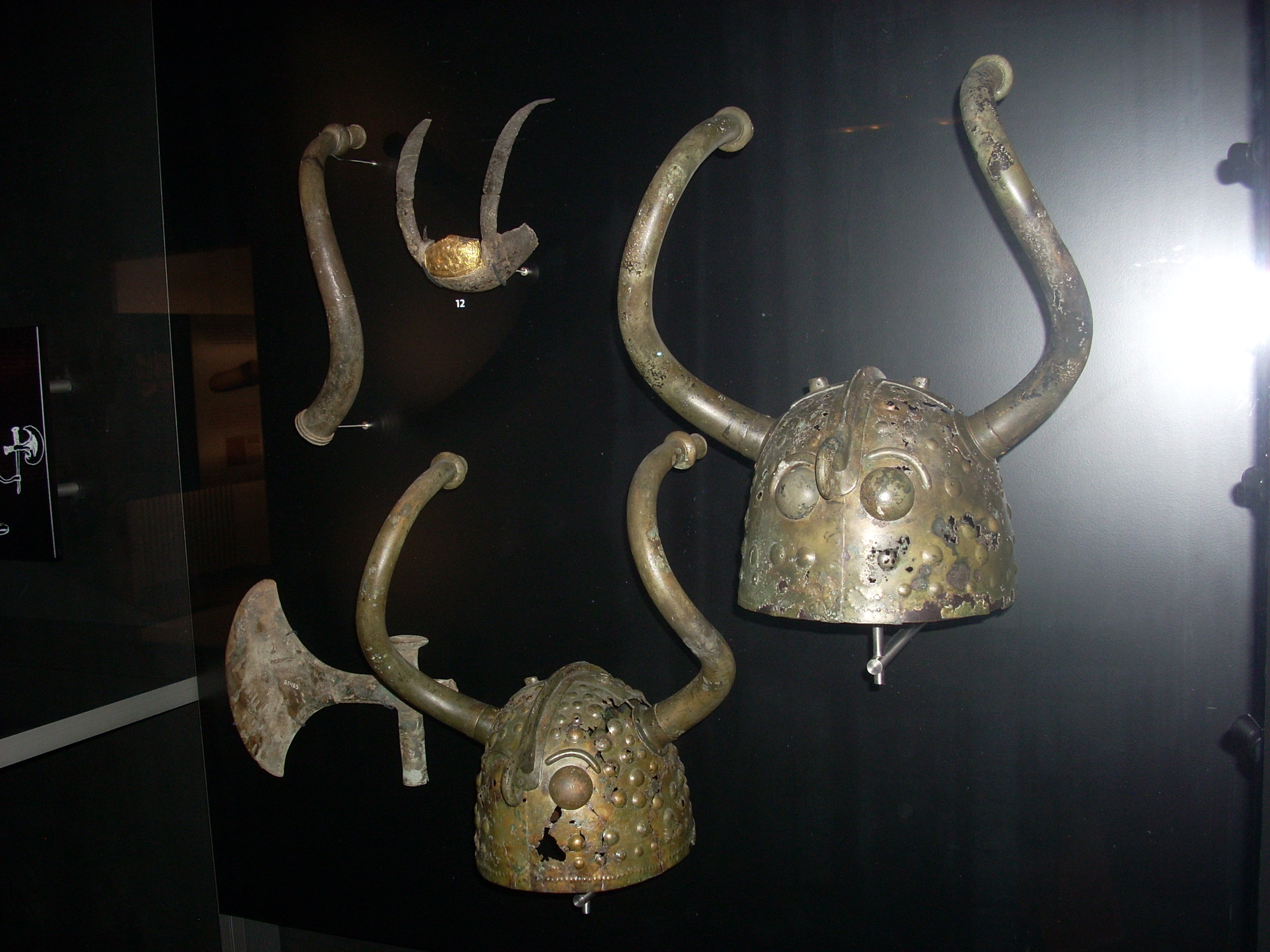
Casques de Veksø, datant de la fin de l'âge du bronze (entre 1100 et 900 avant J.-C.).

Deux statuettes de bronze datant du début du XIIe siècle avant J.-C., surnommées « dieu cornu » et « dieu lingot » et représentant des dieux portant des casques à cornes furent trouvées à Enkomi, sur l'île de Chypre. Des figurines de bronze retrouvées en Sardaigne ainsi que des gravures sur les statues du Monte Prata représentent plusieurs dizaines de guerriers portant des casques à cornes. Ces représentations sont similaires à celles des guerriers Shardana réalisées par les égyptiens.
Une paire de casques à cornes en bronze datant de la fin de l’âge du bronze (entre 1100 et 900 avant J.-C.) furent trouvés près de Veksø au Danemark en 1942. Une autre découverte du genre, aujourd'hui partiellement perdue, eut également lieu au Danemark à Seeland au cours du XVIIIe siècle : les figurines de Grevensvænge (en), datant d'entre 800 et 500 avant J.-C.
Le casque du Waterloo Bridge, un casque cérémoniel celtique en bronze décoré de repoussés de style La Tène, datant d'entre 150 et 50 avant J.C., fut trouvé dans la Tamise à Londres. Ses « cornes », différentes des découvertes précédentes, sont droites et coniques. Les casques gaulois modernes (environ 55 avant J.-C.) présentaient des cornes de petite taille et décorées de roues, rappelant la combinaison trouvée sur la plaque C du chaudron de Gundestrup (environ 100 avant J.-C.) trouvé à Orange en France. D'autres casques celtiques portaient des crêtes imitant celle des oiseaux, notamment en Europe de l’Est. Le chanfrein celte retrouvé à Torrs Farm (en) en Écosse est également orné de longues cornes au bout recourbé.

## Invasions barbares
Plusieurs soldats germains portant des casques à cornes, parfois identifiés comme des Cornuti, sont représentés sur l’Arc de Constantin, consacré en 315 après J.-C. On les trouve notamment sur le relief représentant la bataille de Vérone de 312, formant la première ligne, ainsi que combattant les archers sur le relief de la bataille du pont Milvius. Une gravure sur une pièce métallique datant du cinquième siècle trouvé à Öland en Suède représente un guerrier portant un casque orné de deux serpents ou dragons, dont la forme rappelle des cornes. Les plaques décoratives du casque de Sutton Hoo (environ 600 après J.-C.) représente des hommes dansant, portant des lances et des casques à cornes. Les crêtes animales portées par les personnages représentés sur le casque ont également été identifiées, sous une forme exagérée, sur des casques trouvés à Valsgärde.
Une matrice utilisé pour graver les plaques de ce type fut trouvée à Torslunda en Suède. Un pendentif trouvé à Ekhammar, en Uppland, présente le même personnage avec la même pose, et un objet datant du VIIIe siècle issu d’une autre découverte à Staraya Ladoga (à l'époque un avant-poste commercial nordique) portait également une représentation de ce type de casque. Une boucle de ceinture trouvée dans une tombe du VIIe siècle à Finglesham en 1965 porte l'image d'un guerrier nu se tenant entre deux lances, portant une ceinture et un casque à cornes.
Le géant de Wilmington adopte une iconographie similaire, et portait à l’origine un couvre-chef dont seules les lignes de la partie protégeant le cou subsistent à ce jour. Les représentations de cette figure semblent avoir disparu avec la fin des invasions barbares.
La figure du personnage se tenant entre deux lances, portant un casque à cornes et une ceinture est soupçonnée d'être une représentation d'Odin : une figure similaire, à laquelle manquait un œil (une caractéristique de ce dieu), fut trouvée dans un temple d'Uppåkra, soupçonné d'avoir été un lieu de culte dédié à Odin. Un personnage à un seul œil (apparemment retiré après sa confection) portant un casque à corne est également représenté sur un objet similaire trouvé à Levide, sur l'île de Gotland. Ainsi, le casque à corne serait une représentation mythologique et non une pièce d'armure réelle. Il est donc imaginable que ceux ci aient été portés lors de rituels faisant hommage aux divinités.

## Moyen Âge
Au cours du Haut Moyen Âge, les ornements fantastiques devinrent populaires parmi les chevaliers, notamment pendant les tournois. Le casque à cornes est retrouvé sur plusieurs armoiries, comme celui de Lazar Hrebeljanović, mais rarement dans les armes elles-mêmes. Il n’est pas à exclure qu'à l'instar d'autres ornements de casques avérés impratiques, les cornes protubérantes aient été effectivement portées sur le champ de bataille.

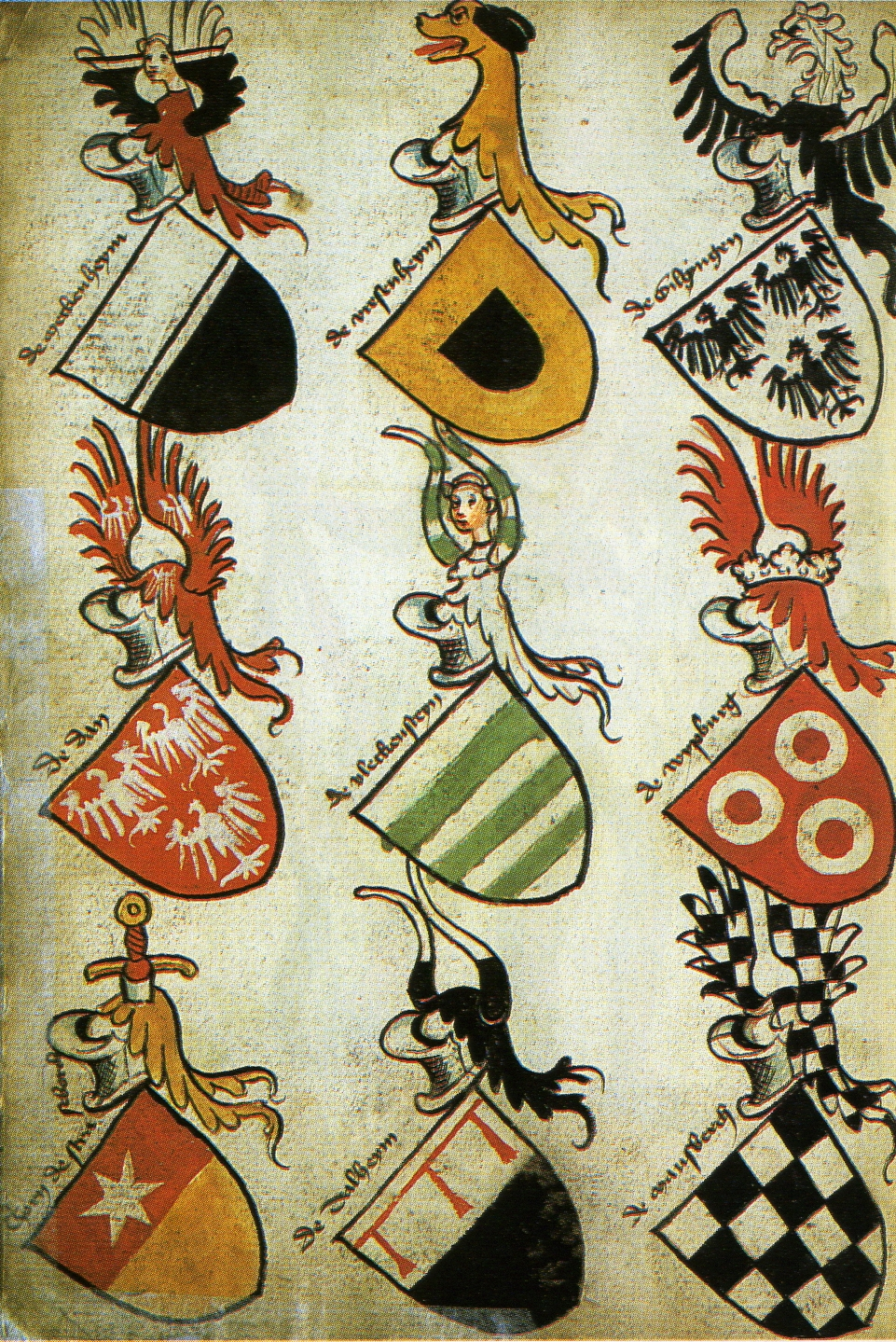
L'armorial d'Hyghalmen (en) allemand, fin du XVe siècle, montre un casque à corne sur les armoiries de Dalheim (rangée inférieure).
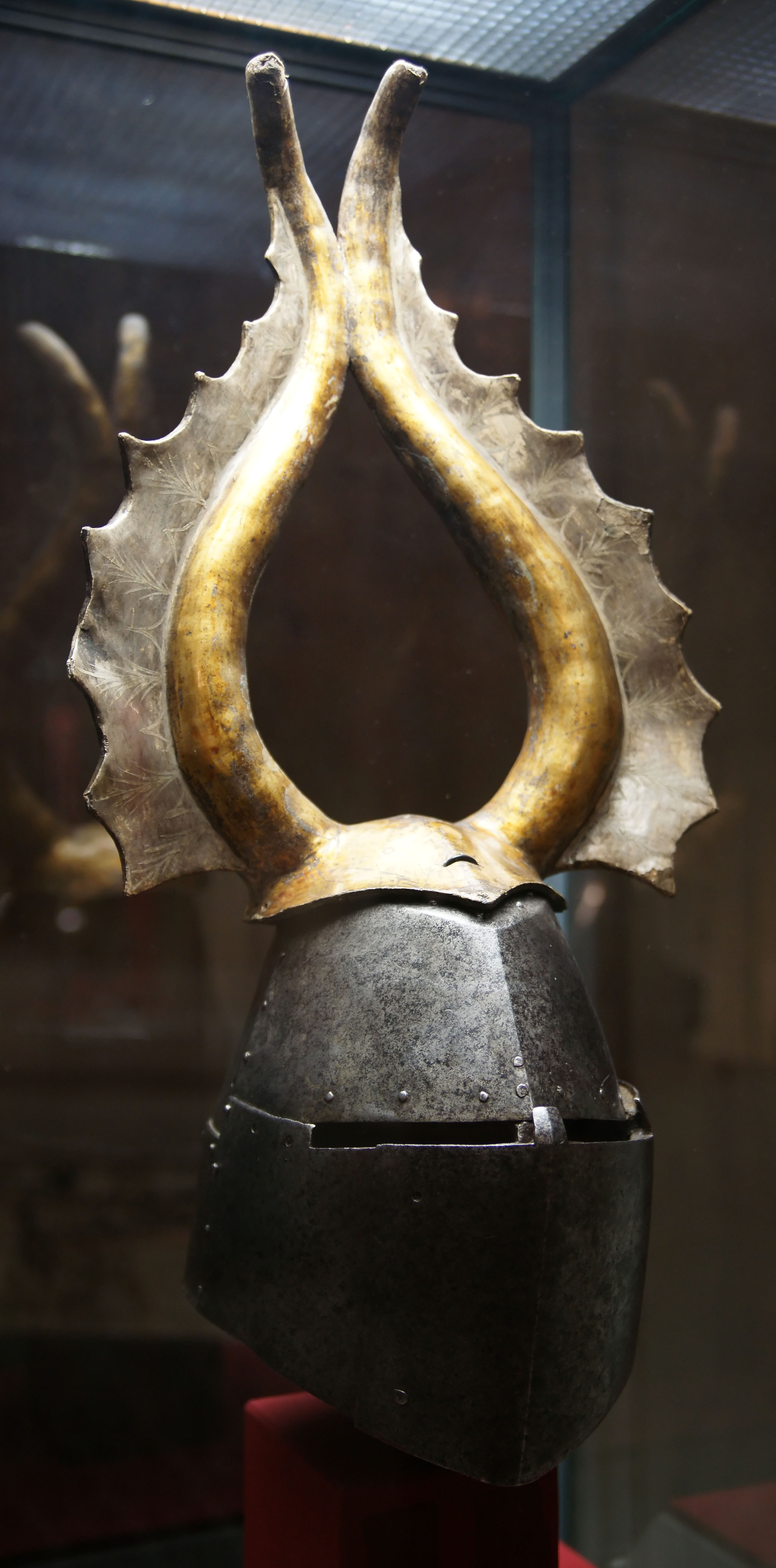
Heaume d’Albert von Pranckh, XIVe siècle, arborant le style de l'Ordre Teutonique.

## En Asie
Dans le Japon d'avant la Restauration de Meiji, certaines armures de samouraï incorporaient un casque orné de cornes, de plumes ou d'une crête. Ces ornements identifiaient les commandants militaires sur le champ de bataille et étaient faites de métal ou de véritables cornes de buffle.
Les guerriers indo-persan portaient des casques ornés de cornes ou de pics pour intimider l’ennemi. Ces « masques du Diable » étaient composés de maille plates, avec des gravures d'yeux.

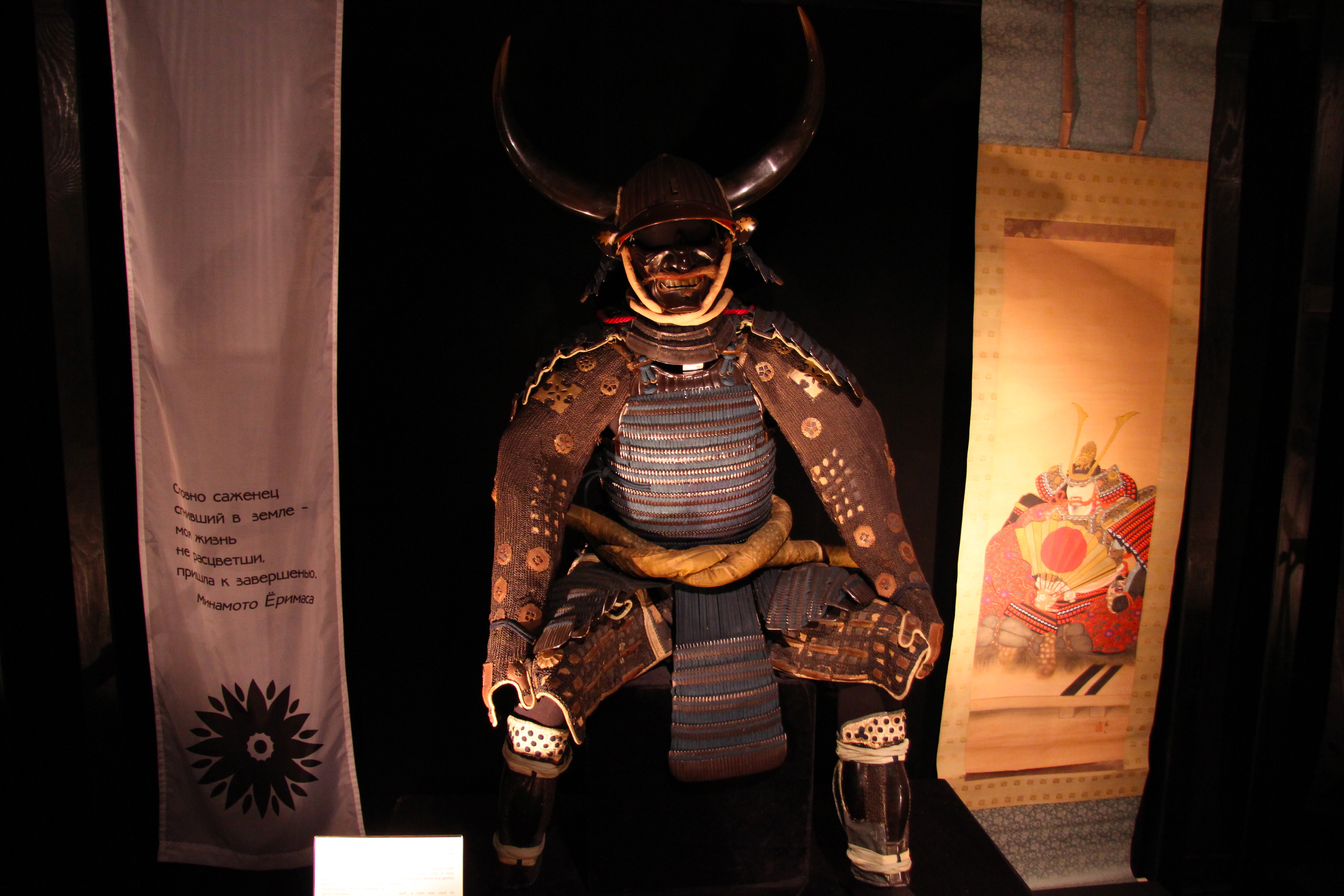
Kabuto japonais orné de cornes de buffle.
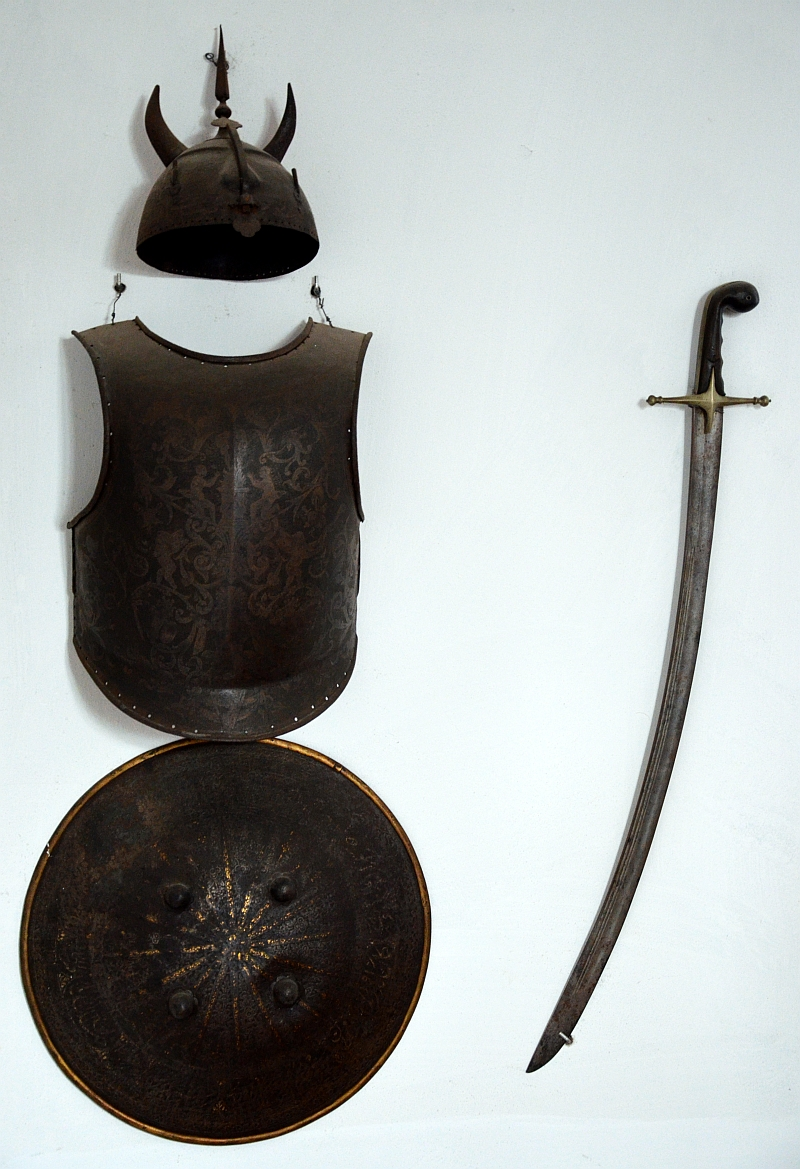
« Masque du Diable » indo-persan, avec cuirasse, bouclier et cimeterre.

## Association avec les Vikings
La culture populaire associe fortement le casque à corne aux guerriers Vikings, bien qu'aucune preuve historique ne confirme que les Vikings utilisaient ces ornements. Il est possible que des ornements en corne aient pu être utilisés au cours de cérémonies, mais les quelques informations sur les casques vikings suggèrent que, dans un contexte militaire, les guerriers préféraient des casques simples, avec parfois une arcade pour protéger le nez et le contour des yeux,.
Cette association est un produit du romantisme du XIXe siècle. En 1876, Carl Emil Doepler confectionna des casques à cornes pour la première présentation du Der Ring des Nibelungen de Wagner au festival de Bayreuth et est crédité pour avoir été une source d'inspiration majeure, bien que la pièce se déroule en Allemagne et pas en Scandinavie.
Cette association est utilisée dans une grande variété de supports. Des cornes sont ainsi représentées sur le casque de l’équipe de football américain des Minnesota Vikings. Les personnages de la bande dessinée américaine Hägar Dünor et les personnages masculin de la série d'animation autrichienne-allemande-japonaise Vic le Viking portent tous des casques à corne. Dans le jeu vidéo For Honor, des casques à cornes peuvent être choisis par les joueurs pour personnaliser les personnages vikings, en plus de casques plus proches de la réalité historique.

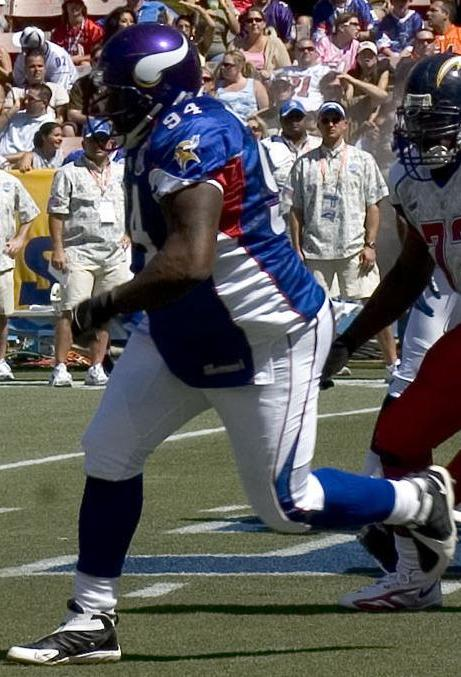
Pat Williams des Minnesota Viking durant le Pro Bowl 2007.
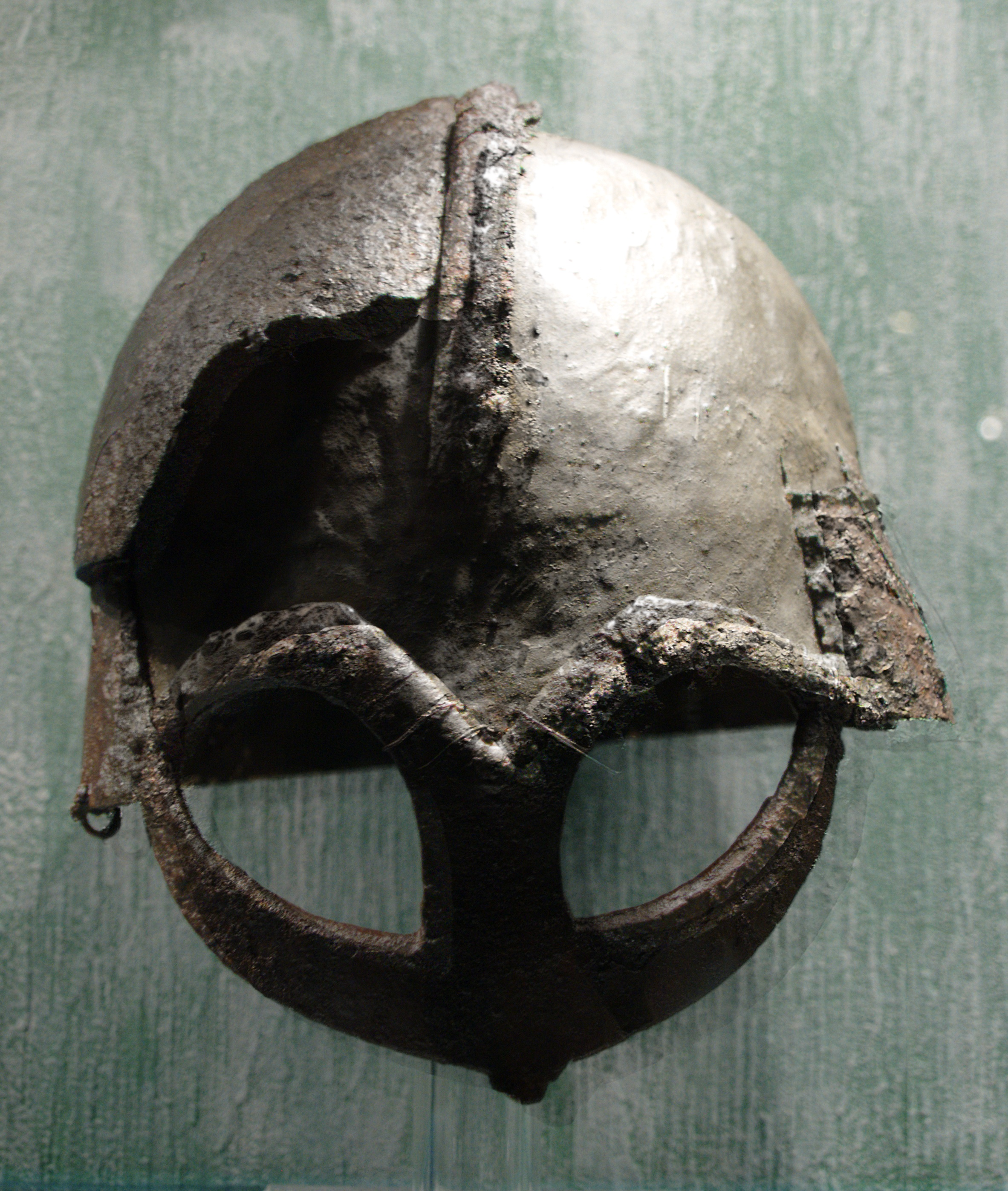
Rare exemplaire de casque viking complet, datant du Xe siècle.

## Voir également
- Casque ailé
- Dieu cornu

## Source de la traduction
- (en) Cet article est partiellement ou en totalité issu de l’article de Wikipédia en anglais intitulé « Horned helmet » (voir la liste des auteurs).